# Малис, Александр Адольфович
Алекса́ндр Адо́льфович Ма́лис (род. 4 сентября 1972, Москва) — российский предприниматель. Chief Executive Officer в объединенной компании «Евросеть» с 2018 года по 31 мая 2019 года.

## Биография
Родился в Москве 4 сентября 1972 года. Во время учебы в школе на каникулах собирал на заводе электронику, получил категорию сборщика 2-го разряда. Начинал обучение в Московском авиационном институте по специальности «Прикладная математика», позже перевёлся в Московский государственный университет коммерции (специальность «финансовый учет и аудит»), который окончил в 1995 году. Будучи студентом, подрабатывал ковалем лошадей на ипподроме.
В 1990—1995 годах был экспертом, финансовым консультантом и руководителем отдела в компании «Русконсалт». В 1995 году (по другим данным — в 1993 году или в 1994 году) Александр Малис вместе со своим младшим братом Олегом — специалистом в сфере банковского консалтинга, выпускником факультета эргономики Московского авиационно-технологического института — и бывшим сотрудником компании Texas Instruments Майклом Лейбовым (Michael Leibov) основали компанию «Корбина Телеком» (Corbina Telecom).
В компанию было вложено всего $3000. Спустя 8 лет оборот «Корбина Телеком» составил $63 млн. Фирма перепродавала телекоммуникационные услуги «Телмоса» и «Аэрокома» своим клиентам. В начале 1997 года компания стала предоставлять услуги как оператор связи, была приобретена телефонная станция за $50 000. Стоимость международной связи у «Корбина Телеком» была в два раза ниже, чем у других операторов за счет использования технологии call-back.
В 1998 году Александр Малис окончил аспирантуру НИФИ.
В 2000 году было принято решение о продаже «Корбина Телеком» американскому концерну Integrated Device Technology Inc. (IDT). Александр Малис, который к моменту продажи компании занимал в ней пост коммерческого директора, после сделки стал ее вице-президентом.
В 2005 году IDT перепродала «Корбину Телеком» Александру Мамуту и Виктору Вексельбергу, которые позже продали 51 % «Корбины» оператору Golden Telecom.
Golden Telecom в 2008 году приобрела компания «Вымпелком». Таким образом, «Вымпелком» стал контролировать компанию «Корбина Телеком».
В 2006 году Александр Малис занял должность генерального директора ЗАО «Инвестэлектросвязь», эта компания входила в группу «Корбина Телеком».
С января 2007 года исполнял обязанности генерального директора ЗАО «Кортек» — головной компании «Корбины Телеком».
В 2008 году Александр Малис был назначен директором по развитию широкополосного доступа в интернет группы компаний «Вымпелком». В 2008 году «Вымпелком» приобрела 49 % акций «Евросети», и в апреле 2009 года президентом «Евросети» был назначен Александр Малис. Эту должность он занимал до 2018 года.
В 2012 году еще 50 % акций «Евросети» купил другой российский оператор — «МегаФон».
В 2013 году Александр Малис вошел в наблюдательный совет одного из крупнейших российских ритейлеров — X5 Retail Group N.V. и оставался в составе набсовета до 2015 года.
В мае 2018 года Александр Малис назначен главным исполнительным директором (Chief Executive Officer) объединенной компании Связной | Евросеть.

## Карьера
- В 1990—1995 — эксперт, финансовый консультант, руководитель отдела, аудиторская компания «РусКонсалт».
- С 1995 — коммерческий директор компании «Корбина Телеком».
- С 2000 — вице-президент компании «Корбина Телеком».
- В 2006 — генеральный директор ЗАО «Инвестэлектросвязь» и и. о. генерального директора ЗАО «Кортек» (торговая марка «Корбина Телеком»).
- В 2007—2008 — генеральный директор компании «Корбина Телеком».
- 2008—2009 — директор по развитию ШПД ГК «Вымпелком»
- В 2009—2020 — президент крупнейшего российского телеком-ретейлера, компании «Евросеть».
- В июле 2013 вошел в наблюдательный совет X5 Retail Group N.V.[17]
- 2018—2019 — Chief Executive Officer в объединенной компании Связной | Евросеть.

## Семья
- Мать — Нина Ильинична Малис, профессор, заведующая кафедрой «Налоговое консультирование» в Финансовом университете при Правительстве Российской Федерации[18].
- Тётя — Белла Ильинична Златкис, заместитель председателя правления ОАО «Сбербанк России», председатель совета директоров ЗАО «Фондовая биржа ММВБ»[19].
- Младший брат — Олег, основатель и управляющий партнер группы Solvers, президент компании ЗАО «Связной», владелец ПАО «Сити», управляющей компании ММДЦ «Москва-Сити»[5].

Женат, две дочери.
Владеет английским языком и ивритом, иудей по вероисповеданию.
Хобби — автомобили, историческое оружие, верховая езда, инновационные гаджеты и современные технологии.

## Премии и награды
С 2014 по 2016 год по итогам рейтинга лучших менеджеров России Ассоциации менеджеров и ИД Коммерсантъ входил в ТОП-10 высших руководителей в направлении «Торговля»
В 2017 году по результатам ежегодного рейтинга лучших менеджеров России Ассоциации менеджеров и ИД Коммерсантъ вошёл в ТОП-250 Высших руководителей и в ТОП-15 в направлении «Торговля».